# Afriški gozdni slon
Afriški gozdni slon (znanstveno ime Loxodonta cyclotis) je ena od dveh živih vrst afriških slonov. Domač je v vlažnih gozdovih v zahodni Afriki in porečju Konga. Je najmanjša od treh živih vrst slonov, ki doseže višino ramen 2,4 m. Oba spola imata ravne, navzdol usmerjene okle, ki izrastejo, ko sta stara 1–3 leta. Živi v družinskih skupinah do 20 posameznikov. Ker se hrani z listi, semeni, sadjem in drevesnim lubjem, so ga imenovali "megavrtnar gozda". Pomembno prispeva k ohranjanju sestave in strukture gvinejskih gozdov zahodne Afrike in kongovskih deževnih gozdov.
Prvi znanstveni opis vrste je bil objavljen leta 1900. V 20. stoletju se je populacija zaradi lova zmanjšala na manj kot 30.000 osebkov po ocenah leta 2013. Ogrožajo jo izguba habitata, razdrobljenost in krivolov. Stanje ohranjenosti populacij se razlikuje med državami območja. Od leta 2021 je vrsta na Rdečem seznamu IUCN navedena kot skrajno ogrožena vrsta.

## Taksonomija
Loxodonte je kot splošno ime za afriške slone predlagal Frédéric Cuvier leta 1825. To ime se nanaša na sklenino molarnih zob v obliki pastile, ki se bistveno razlikuje od oblike molarne sklenine azijskega slona. Loxodonte je v Loxodonta latiniziral anonimni avtor leta 1827.
Elephas (Loxodonta) cyclotis je bilo znanstveno ime, ki ga je predlagal Paul Matschie leta 1900, ki je opisal lobanje samice in samca osebka, zbrane ob reki Sanaga v južnem Kamerunu.

## Značilnosti
Afriški gozdni slon ima sivo kožo, ki je po valjanju videti rumeno do rdečkasto. Je redko pokrit s črno grobo dlako, ki je okrog konice repa dolga 20–200 mm. Dolžina repa se med posamezniki razlikuje od polovice višine zadka do skoraj dotika tal. Ima pet nohtov na sprednji nogi in štiri na zadnji nogi. Njegova ovalna ušesa imajo majhne konice eliptične oblike. Njegova velika ušesa pomagajo zmanjšati telesno toploto; mahanje z njimi ustvari zračne tokove in razkrije notranje strani ušes, kjer velike krvne žile povečajo izgubo toplote v vročem vremenu. Njegov hrbet je skoraj raven. Njegovi okli so ravni in obrnjeni navzdol.

### Velikost
Samci dosežejo višino ramen 2,4–3,0 m. Samice so manjše pri približno 1,8–2,4 m visoke ob rami. Dosežejo težo 2–4 t. Velikost odtisa stopala se giblje od 12,5 do 35,3 cm.

### Trobec
Tip trobca afriških slonov ima dva prstu podobna procesa. Deblo je podaljšek zgornje ustnice in nosu. Ta zelo občutljiv organ inervira predvsem trivejni živec in naj bi ga upravljalo približno 40–60.000 mišic. Zaradi te mišične strukture je trup tako močan, da ga lahko sloni uporabijo za dvigovanje približno 3 % lastne telesne teže. Uporabljajo ga za vohanje, dotikanje, hranjenje, pitje, brisanje prahu, ustvarjanje zvokov, nalaganje, obrambo in napad.

### Okli in molarji
Okli afriškega gozdnega slona so ravni in obrnjeni navzdol. Tako samci kot samice afriških slonov imajo okle, ki zrastejo iz mlečnih zob, ki jih zamenjajo okli, ko so mladiči stari približno eno leto. Okli so sestavljene iz zobovine, ki tvori majhne strukture v obliki diamanta v središču mečka, ki postanejo večje na njegovem obodu. Stožčasta plast na njihovih konicah, sestavljena iz zobne [[sklenina|klenine]g, se običajno obrabi, ko je slon star pet let.
Afriški gozdni slon ima rožnate okle, ki so tanjši in trši od oklov [[afriški savanski slon|afriškega savanskega slona]g. Dolžina in premer se med posamezniki razlikujeta. Okli samcev rastejo vse življenje, okli samic prenehajo rasti, ko so spolno zrele. Svoje okle uporabljajo za označevanje in lubje dreves, kopanje korenin, mineralov in vode, za počitek in zaščito debla, pa tudi za obrambo in napad.
Okle uporabljajo tudi za potiskanje skozi gosto podrast svojega habitata. Njihovi okli lahko zrastejo do približno 1,5 m v dolžino in lahko tehtajo med 23 in 45 kg.

## Razširjenost in habitat
Populacije afriškega gozdnega slona v Srednji Afriki segajo v velikih sosednjih deževnih gozdovih od Kameruna do Demokratične republike Kongo, z največjo stabilno populacijo v Gabonu, kjer ustrezen habitat pokriva 90 % države.
Vendar se ocenjuje, da se je populacija afriških gozdnih slonov v osrednji Afriki v 31 letih pred letom 2021 zmanjšala za približno 86 % zaradi krivolova in izgube habitata. Poleg tega so Kamerun, Kongo in Srednjeafriška republika trpeli zaradi visoke stopnje konfliktov. Prva raziskava v 30 letih leta 2021, ki so jo izvedli Društvo za varstvo divjih živali in nacionalni parki Gabona, je poročala o približno 95.000 gozdnih slonih v Gabonu. Pred tem je bila populacija ocenjena na 50.000 do 60.000 posameznikov.
Razširjeni so tudi v zimzelenih vlažnih listnatih gozdovih Zgornje Gvineje v Slonokoščeni obali in Gani v Zahodni Afriki.

## Obnašanje in ekologija
Afriški gozdni slon živi v družinskih skupinah. Skupine, opažene v deževnem gozdu gabonskega narodnega parka Lopé med letoma 1984 in 1991, so sestavljale od tri do osem posameznikov. V kompleksu zavarovanih območij Dzanga-Sangha so bile opažene skupine do 20 posameznikov, ki so jih sestavljale odrasle samice, njihove hčere in pododrasli sinovi. Družinski člani skupaj skrbijo za mladiče. Ko mladi samci dosežejo spolno zrelost, se ločijo od družinske skupine in za nekaj dni oblikujejo ohlapne samske skupine, vendar običajno ostanejo sami. Odrasli samci se z družinskimi skupinami družijo le v času parjenja. Družinske skupine potujejo približno 7,8 km na dan in se gibljejo v domačem območju do 2000 km². Njihovo sezonsko gibanje je povezano z razpoložljivostjo zrelih plodov v primarnih deževnih gozdovih. Uporabljajo zapleteno mrežo stalnih poti, ki potekajo skozi sestoje sadnega drevja in povezujejo gozdne jase z mineralnimi lizi. Te poti ljudje in druge živali stalno uporabljajo.
V narodnem parku Odzala-Kokoua so opazili, da se skupine pogosto srečujejo na gozdnih jasah. Ostali so dlje, ko so bile prisotne tudi druge skupine. Manjše skupine so se pridružile velikim skupinam, samci pa družinskim enotam.
- Afriški gozdni sloni v vodni kotanji
- Skupina afriških gozdnih slonov pri mineralnem lizu
- Samica z mladičem pije pri izviru

### Prehrana
Afriški gozdni slon je rastlinojedec. Sloni, opaženi v narodnem parku Lopé, so se hranili predvsem z drevesnim lubjem in listi ter vsaj 72 različnimi plodovi. Da bi dopolnili svojo prehrano z minerali, se zbirajo ob vodnih kotanjahh, bogatih z minerali in mineralnih lizih.
Kupi slonovih iztrebkov, zbrani v narodnem parku Kahuzi-Biéga, so vsebovali semena in ostanke sadja Omphalocarpum mortehanii, Anonidium mannii, Antrocaryon nannanii, Klainedoxa gabonensis, Treculia africana, Tetrapleura tetraptere, Uapyana gucaineen, Gabeyana gubanela in G. lacourtiana, Mammea africana, Cissus dinklagei in Grewia midlbrandii. Kupi iztrebkov, zbrani v nižinskem deževnem gozdu v severni Republiki Kongo, so vsebovali semena najmanj 96 rastlinskih vrst, z najmanj 30 nepoškodovanimi semeni in do 1102 velikimi semeni, večjimi od 1 cm v enem kupu. Na podlagi analize 855 kupov gnoja je bilo ocenjeno, da afriški gozdni sloni dnevno razpršijo povprečno 346 velikih semen na 1 km² najmanj 73 drevesnih vrst; prenašajo približno tretjino velikih semen na več kot 5 km.
Semena, ki prehajajo skozi slonovo črevo, kalijo hitreje. Afriški gozdni slon je eden najučinkovitejših raznašalcev semen v tropih in je zaradi svoje pomembne vloge pri ohranjanju rastlinske raznolikosti imenovan kot "megavrtnar gozda". V Cuvette Centrale je 14 od 18 drevesnih vrst megafavne odvisnih od širjenja semena afriških gozdnih slonov, vključno z divjim mangom (Irvingia gabonensis), Parinari excelsa in Tridesmostemon omphalocarpoides. Teh 14 vrst ne more preživeti brez slonov. Afriški gozdni sloni zagotavljajo ekološke storitve, ki ohranjajo sestavo in strukturo srednjeafriških gozdov.

### Reprodukcija
Samice dosežejo spolno zrelost v starosti od 8 do 12 let, odvisno od gostote populacije in razpoložljive prehrane. V povprečju začnejo razmnoževati pri 23 letih in rodijo vsakih 5–6 let. Posledično je rodnost nižja kot pri savanskih vrstah, ki se začnejo razmnoževati pri 12 letih in imajo mladiča vsaka 3–4 leta.
Slončki ob rojstvu tehtajo okoli 105 kg. Skoraj takoj lahko vstanejo in se premikajo, kar materi omogoči, da pohajkuje in se hrani, kar je tudi bistveno za zmanjšanje plenilcev. Dojenček sesa z usti, medtem ko trobec drži nad glavo. Njihovi okli se pojavijo šele pri približno 16 mesecih, mladiči pa se ne odstavijo ko so stara približno 4 ali 5 let. V tem času so njihovi okli dolgi približno 14 cm in začnejo ovirati sesanje.
Gozdni sloni imajo življenjsko dobo približno 60 do 70 let in počasi zorijo, v puberteto pa pridejo v zgodnjih najstniških letih. Samci običajno preidejo v puberteto v naslednjem letu ali dveh po samicah. Med 15. in 25. letom doživljajo »moškost«, to je hormonsko stanje, ki ga zaznamuje povečana agresivnost. Samec v tem času izloča tekočino iz žleze med ušesom in očesom. Mlajši samci pogosto občutijo moškost krajši čas, starejši pa dlje časa. Takrat imajo bolj pokončno hojo z visoko dvignjeno glavo in z okli navznoter, z glavo lahko drgnejo po drevesih ali grmovju, da razširijo vonj in lahko celo zamahnejo z ušesi, tako da se vonj se lahko raznese proti drugim slonom. Drugo vedenje, povezano z tem vedenjem, je uriniranje. Samci dovolijo, da njihov urin počasi izstopi in razprši po notranjosti zadnjih nog. Vsa ta vedenja so namenjena oglaševanju dovzetnim samicam in konkurenčnim samcem, ki so v stanju gonjenja. Samci se vrnejo v čredo samo zato, da se razmnožujejo ali družijo, svojim potomcem ne zagotavljajo prenatalne oskrbe, temveč igrajo očetovsko vlogo mlajšim samcem, da pokažejo prevlado.
Samice so sposobne zanositi večkrat na leto, zato se zdi, da nimajo sezone parjenja. Vendar se zdi, da je v dveh deževnih obdobjih v letu vrhunec spočetja. Na splošno samica zanosi po dveh ali treh parjenjih. Čeprav ima samica v maternici dovolj prostora za zanositev dvojčkov, so dvojčki spočeti le redko. brejost samice afriškega gozdnega slona traja 22 mesecev. Na podlagi zrelosti, plodnosti in stopnje brejosti imajo afriški gozdni sloni zmožnosti povečanja populacije vrste za 5 % letno v idealnih razmerah.

## Grožnje
Obe vrsti afriških slonov ogrožata predvsem izguba habitata in razdrobljenost habitata po predelavi gozdov za nasade pridelkov, živinoreje ter gradnji urbanih in industrijskih območij. Posledično se je povečal konflikt med človekom in slonom. Krivolov na slonovino in meso je velika grožnja v Srednji Afriki. Zaradi porasta krivolova je IUCN leta 2021 afriškega gozdnega slona razglasil za kritično ogroženega, potem ko je bilo ugotovljeno, da se je populacija v treh generacijah zmanjšala za več kot 80 %.
Zaradi civilnih nemirov, človeških posegov in razdrobljenosti navad so nekateri sloni omejeni na majhne koščke gozda brez zadostne hrane. Januarja 2014 se je Mednarodni sklad za dobro počutje živali lotil projekta preselitve na zahtevo vlade Slonokoščene obale, pri čemer je štiri slone preselil iz Daloe v nacionalni park Assagny.